# Guanahani

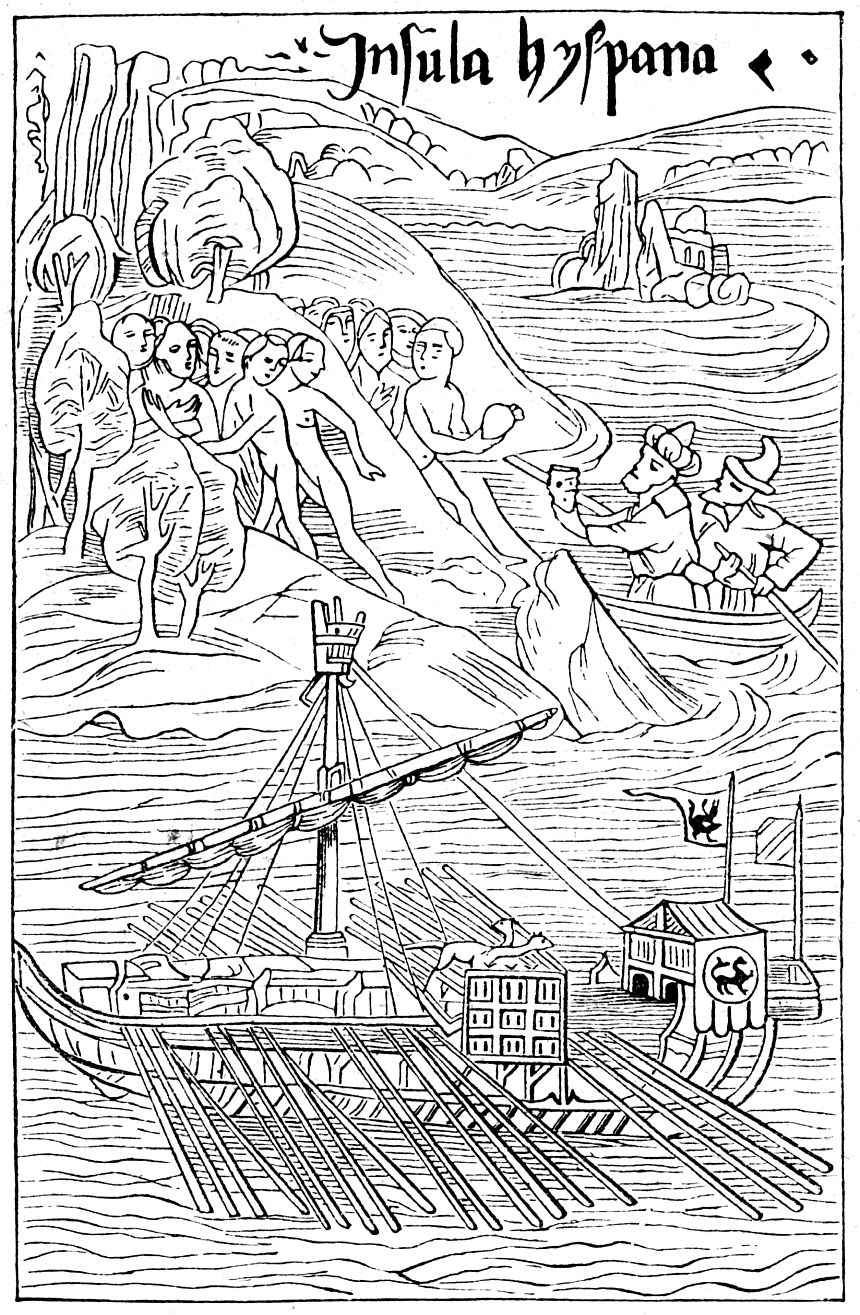
Arrivée de Christophe Colomb à Guanahani, d'après une illustration présumée contemporaine.

Guanahani était le nom donné par les indigènes à l'île que Christophe Colomb baptisa San Salvador quand il débarqua en Amérique le 12 octobre 1492 avec deux caravelles (La Pinta et La Niña) et une nef (La Santa Maria). 

## Localisation

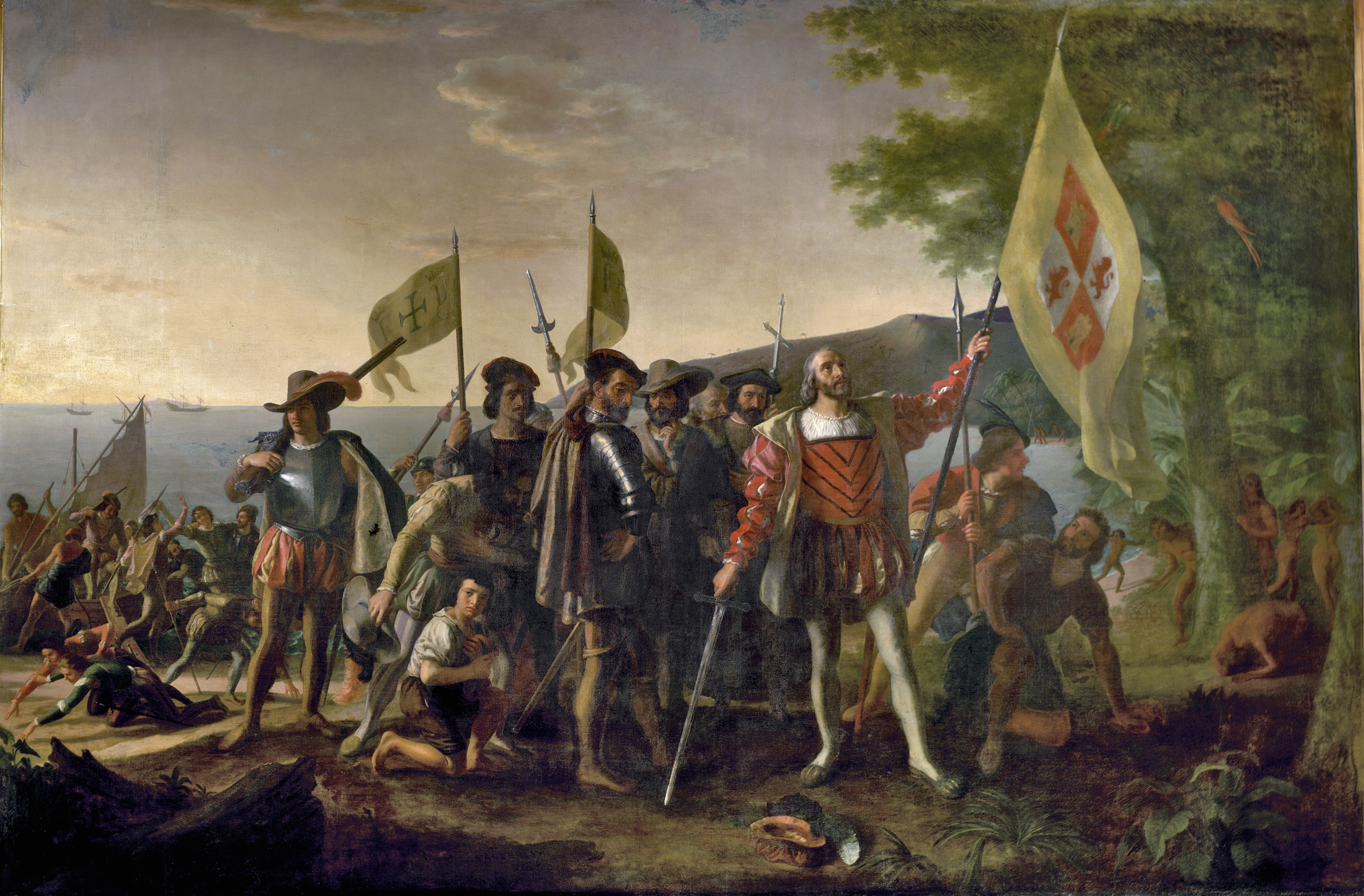
Christophe Colomb arrivant à Guanahani en 1492 par le peintre John Vanderlyn (1847).

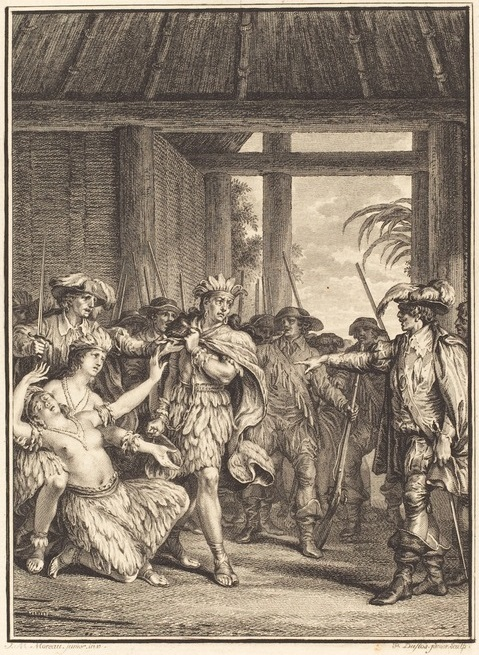
Pierre Duflos le Jeune, Christophe Colomb fait saisir le cacique de Guanahani, gravure d'après Jean-Michel Moreau (entre 1774 et 1783).

La localisation de Guanahani dans cette île des Bahamas, dans les années 1940, est due à l'historien Samuel Eliot Morison. C'est aujourd'hui l'hypothèse majoritairement retenue par l'ensemble de la communauté scientifique spécialisé dans l'histoire de la « découverte de l'Amérique » même si, comme l'écrit l'historien Denis Crouzet, « aucun historien n'a été en mesure de déterminer exactement où se trouvait Guanahani : l'atterrissage put se faire à El Cayo Samana, à Grand Turk Island, à Cat Island, à Gran Caico, et surtout à Watlings Island ».
Pour Denis Crouzet, qui analyse les ressorts chrétiens de l'action de Colomb, « Guanahani, en devenant San Salvador, sonne comme un point de commencement signifiant que tout doit se cristalliser désormais à partir de ce rivage qui authentifie et révèle la Majesté divine et où Dieu est présent comme il le sera plus loin lors d'autres jonctions entre terre et mer. Un Dieu qui, à chaque rivage atteint, sera ici et nulle part, dans l'attente eschatologique du dévoilement imminent et nécessaire de nouvelles terres et de nouveaux peuples ».

### Autres îles suggérées
Outre San Salvador, d'autres points de l'archipel bahaméen furent également cités :
- Samana Cay par le capitaine l'US Navy Gustavus Fox en 1825 ;
- Plana Cays par Ramon Juan Didiez Burgos en 1974, et Keith A. Pickering en 1994 ;

Ainsi que la plus grande île de l'archipel des îles Turques-et-Caïques :
- Grand Turk par Martín Fernández de Navarrete en 1824, et Robert Power en 1983.

Notons aussi celles de :
- Mayaguana, en 1825 par Francisco Adolfo de Varnhagen ;
- Conception Island, par R.T. Gould en 1943 ;
- East Caicos, par Pieter Verhoog en 1947 ;
- Île Cat, fut longtemps considérée comme étant Guanahani, jusqu'à la redécouverte du journal de Colomb en 1791 et sa publication dans les années 1875-1876. Jusque-là, Alexander Slidell Mackenzie sera l'un des plus fervents défenseurs de cette option. Ses arguments étaient qu'il se basait sur des cartes anciennes.
- Royal Island, par Arne Molander en 1981 ;
- Lignum Vitae Cay, par John Winslow en 1989.

## Histoire

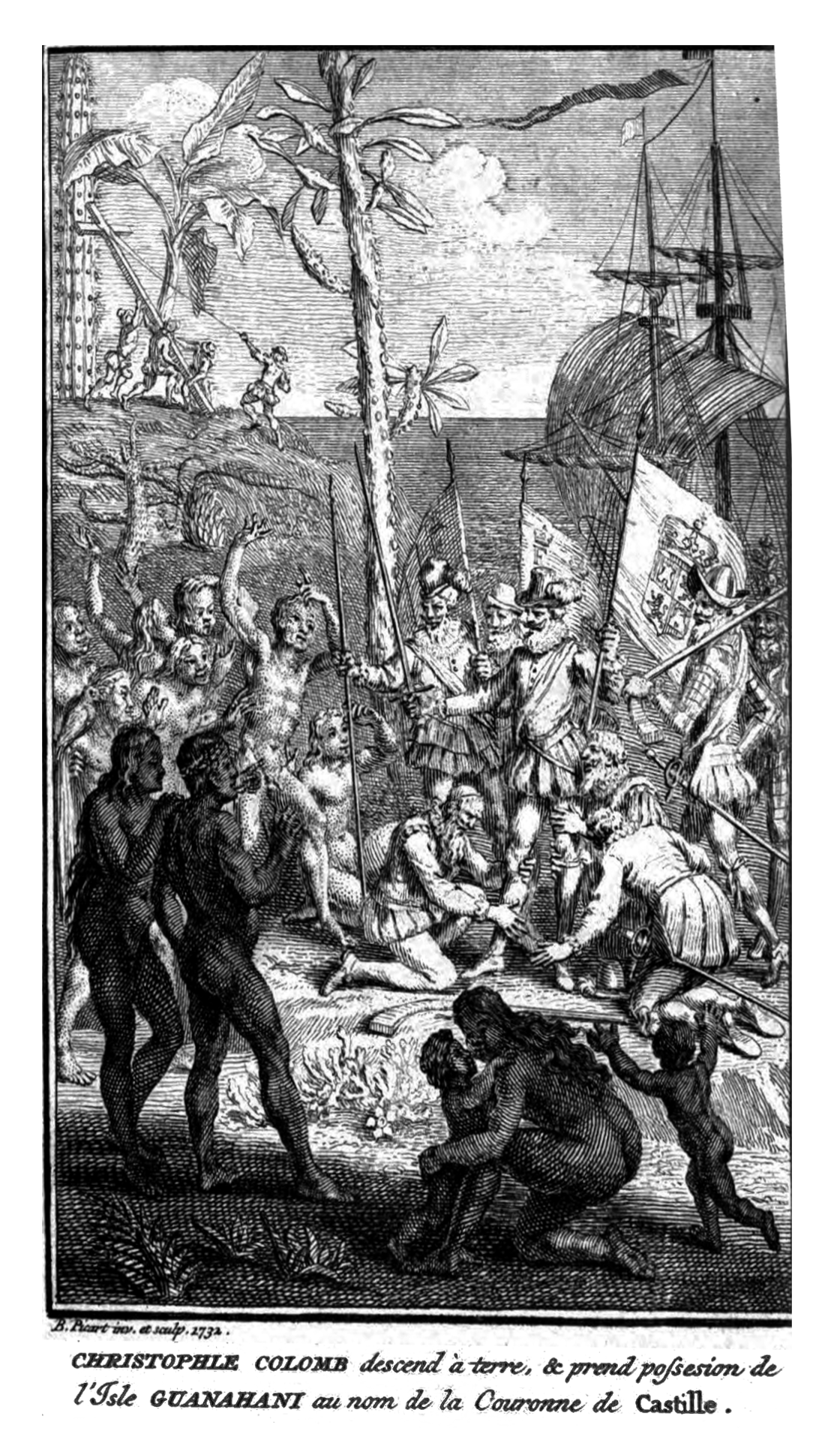
Christophe Colomb descend à terre et prend possession de l'île Guanahani au nom de la couronne de Castille.

Le 7 octobre 1492, comme l'équipage de La Niña a aperçu des oiseaux venant du sud-ouest, Colomb décide de changer de cap. Les sources rapportent que les premiers signes tangibles de l'approche de la terre ferme furent constatés le 11 octobre, et que Colomb aurait même aperçu, le soir, avec un certain Pedro Gutiérrez, tapissier du roi, la lumière d'un feu.
Selon les mêmes sources, c'est le matelot Rodrigo de Triana, à bord de La Pinta, qui a crié « ¡Tierra! » (« terre ! ») le premier, le 12 octobre à deux heures du matin.